# フライペリカン
フライペリカン (FlyPelican) というブランドで運航しているペリカン・エアラインズ (Pelican Airlines Pty Ltd) は、オーストラリアの地方航空会社。創業当初はチャーター便の運航をおこなっていたが、2015年6月1日から定期便の運航を開始した。この航空会社は、ニューサウスウェールズ州のニューカッスル空港に主たる拠点を置いている。この航空会社は、かつて存在したエアロペリカン航空のスタッフが創設した会社であり、旧エアロペリカンの機材を使用している。会社のスローガンは、「フライ・ローカル、フライ・ペリカン (Fly Local, Fly Pelican.)」である。

## 就航地

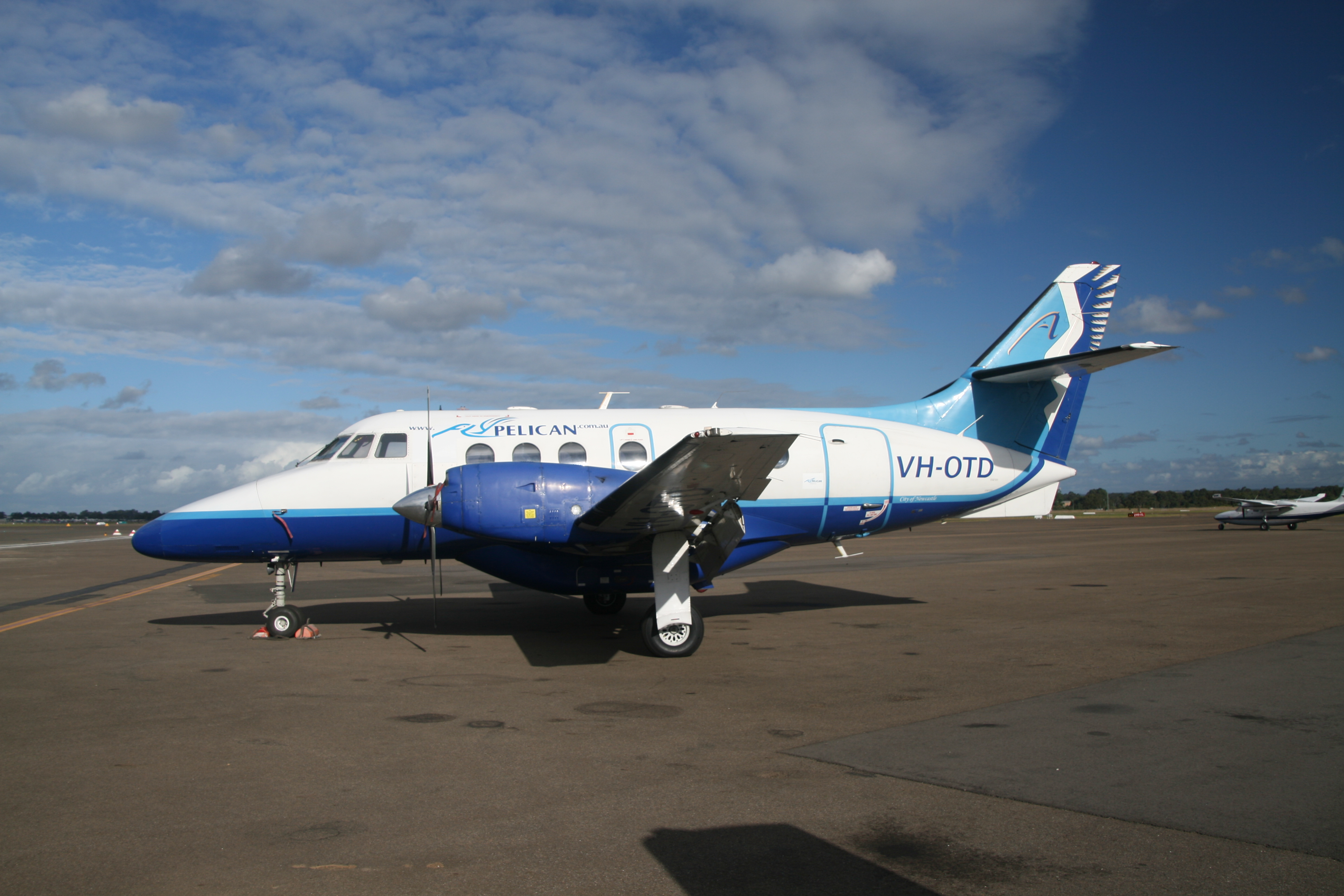
フライペリカンのジェットストリーム32。

2019年11月の時点で、フライペリカンは、以下の各空港に就航している。
オーストラリア首都特別地域
- キャンベラ
  - キャンベラ国際空港

ニューサウスウェールズ州
- バリナ（英語版）
  - バリナ・バイロン・ゲイトウェイ空港（英語版）
- コウバー（英語版）
  - コウバー空港（英語版）
- ダボウ（英語版）
  - ダボウ・シティ地方空港（英語版）
- マジ（英語版）
  - マジ空港（英語版）
- ニューカッスル
  - ニューカッスル空港（英語版）
- シドニー
  - シドニー国際空港
- タリー（英語版）
  - タリー空港（英語版）[7]

### 路線が廃止されたかつての就航地
南オーストラリア州
- アデレード
  - アデレード空港（2018年3月から2019年4月まで、アライアンス航空が運航）[8][9]

## 運航機材

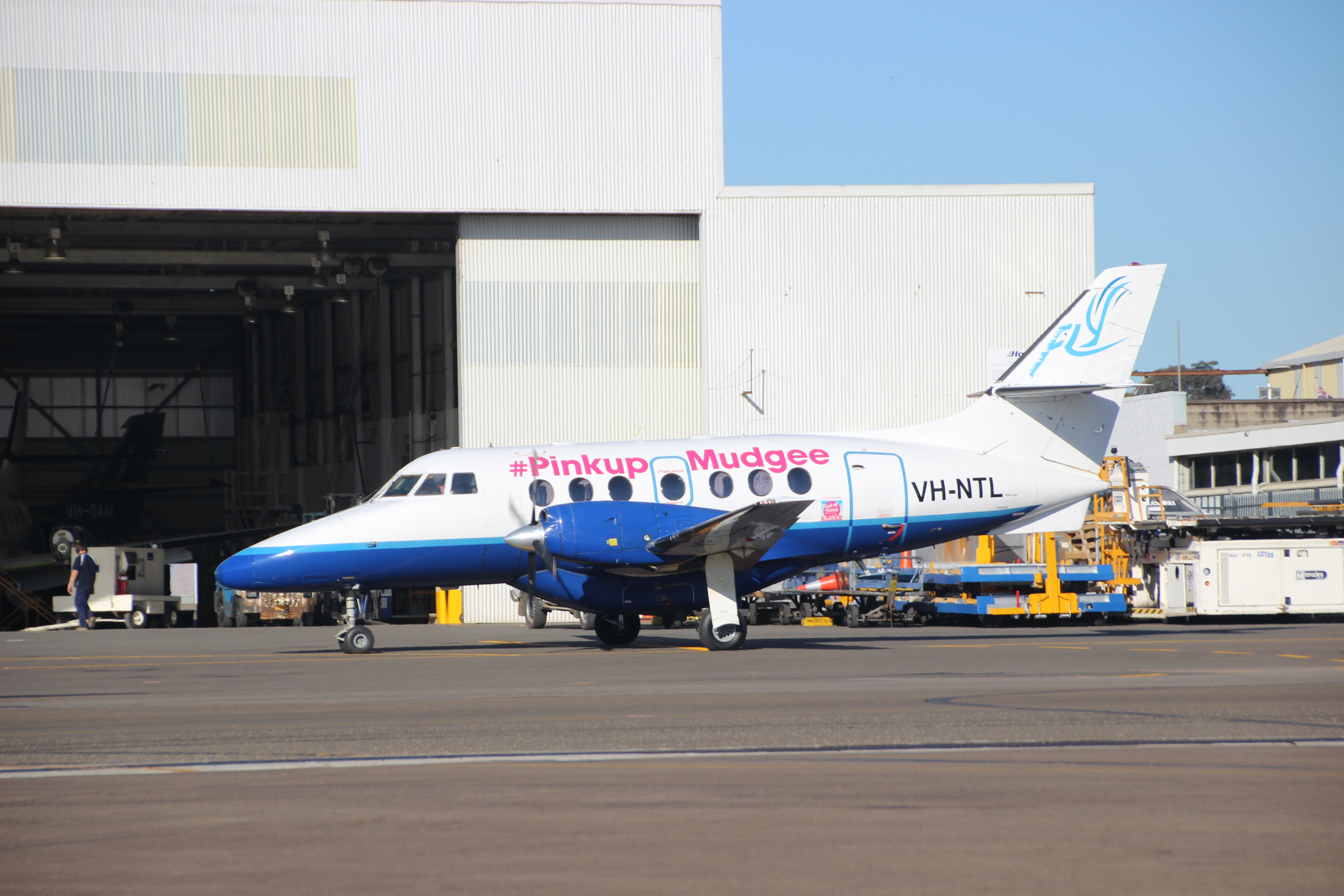
フライペリカンのジェットストリーム32。マクグラス財団の資金集めのための塗装が施されている。

2018年9月の時点で、フライペリカンの運航する機材は、次のように構成されていた。
| 機種                 | 機数 | 旅客数 |
| -------------------- | ---- | ------ |
| ジェットストリーム32 | 5    | 19     |